# Domingo Barnés Salinas
Domingo Barnés Salinas (Séville, 9 mars 1879 - Mexico, 10 juin 1940) est un pédagogue et homme politique espagnol. Il fut membre de différents gouvernements (Azaña III, Lerroux I et Barrio I) en tant que Ministre de l'Instruction publique et des Beaux-arts, sous la Seconde République espagnole.